# أنطونيو برناكي
أنطونيو برناكي (بالإيطالية: Antonio Bernacchi)‏ (ولد عام 1690 في بولونيا –ومات عام 1756) كان من أشهر المغنيين الإيطاليين في عصره، وقد عمل في عدة مدن أهمها لندن وميونخ وفيينا. وكان مخصيًا.
تتلمذ على يد فرانتشيسكو بيستوكي. وتطور أسلوبه حتى ارتبط باسمه مدرسة في الأداء الموسيقي والغنائي.